# Arhopala amphea
Arhopala amphea är en fjärilsart som beskrevs av Felder 1865. Arhopala amphea ingår i släktet Arhopala och familjen juvelvingar. Inga underarter finns listade i Catalogue of Life.